# Herbert Fechner
Herbert Kurt Fechner (né le 27 août 1913 à Berlin, mort le 28 décembre 1998 à Berlin) est un homme politique allemand, bourgmestre-gouverneur de Berlin-Est du 5 juillet 1967 au 11 février 1974.

## Biographie
Ce fils d'un charpentier suit une formation de télégraphiste. En 1927, il s'engage avec les jeunes socialistes. Il participe à la Seconde Guerre mondiale en 1940 puis de 1943 à 1945 et est fait prisonnier.
Il rejoint le SPD en 1945 puis le SED en 1946 dont il devient le secrétaire de Berlin-Lichtenberg en 1948 puis de Treptow-Köpenick en 1950. De 1950 à 1974, il fait partie du bureau de la SED pour la ville de Berlin et s'occupe de l'éducation ou les services sociaux. De 1953 à 1961, il est adjoint au maire de Berlin-Est et conseiller municipal de 1954 à 1976. En 1957, il va à la Parteihochschule Karl Marx. De 1961 à 1967, il est maire de l'arrondissement de Köpenick. En 1963, il prend des cours par correspondance de l'académie allemande de sciences politiques et juridiques Walter Ulbricht et obtient un diplôme en 1965. De 1967 à 1974, il est bourgmestre-gouverneur de Berlin-Est. En 1967, il est élu membre du comité central de la SED (jusqu'en 1976) et représentant à la Chambre du peuple (jusqu'en mars 1990).

## Distinctions
- 1970 et 1973 : Ordre du Mérite patriotique (RDA)
- 1984 : Étoile de l'amitié des peuples (RDA)
- 1988 : Ordre de Karl-Marx

## Source, notes et références
- (de) Cet article est partiellement ou en totalité issu de l’article de Wikipédia en allemand intitulé « Herbert Fechner » (voir la liste des auteurs).
- Andreas Herbst, Helmut Müller-Enbergs: Fechner, Herbert. In: Wer war wer in der DDR? 5. Ausgabe. Band 1. Ch. Links, Berlin 2010,  (ISBN 978-3-86153-561-4).